# Leichtathletik-Europameisterschaften 1966/Teilnehmer (Portugal)
Portugal nahm bei den 8. Leichtathletik-Europameisterschaften in Budapest zum sechsten Mal an der Veranstaltung teil. Zu den Wettbewerben entsandte das Land einen Athleten.
| Wettbewerb       | Männer                                     |
| ---------------- | ------------------------------------------ |
| 1500 m           | Manuel Oliveira (ausgeschieden im Vorlauf) |
| 5000 m           | Manuel Oliveira (9. Platz)                 |
| 3000 m Hindernis | Manuel Oliveira (ausgeschieden im Vorlauf) |